# Otto-ciklus
Az Otto-ciklus az a termodinamikai körfolyamat, amely modellezi a Nikolaus August Otto által feltalált Otto-motor vagy benzinmotor működése közben fellépő állapotváltozásokat. Az ideális Otto-ciklusnál mind a hőbevezetés (a keverék égése), mind a hőelvonás (kipufogás) állandó térfogaton történik (izochor folyamat), szemben a Diesel-ciklussal, melynél a hőbevezetés állandó nyomáson (izobár folyamat) zajlik le.

## Az ideális Otto-ciklus

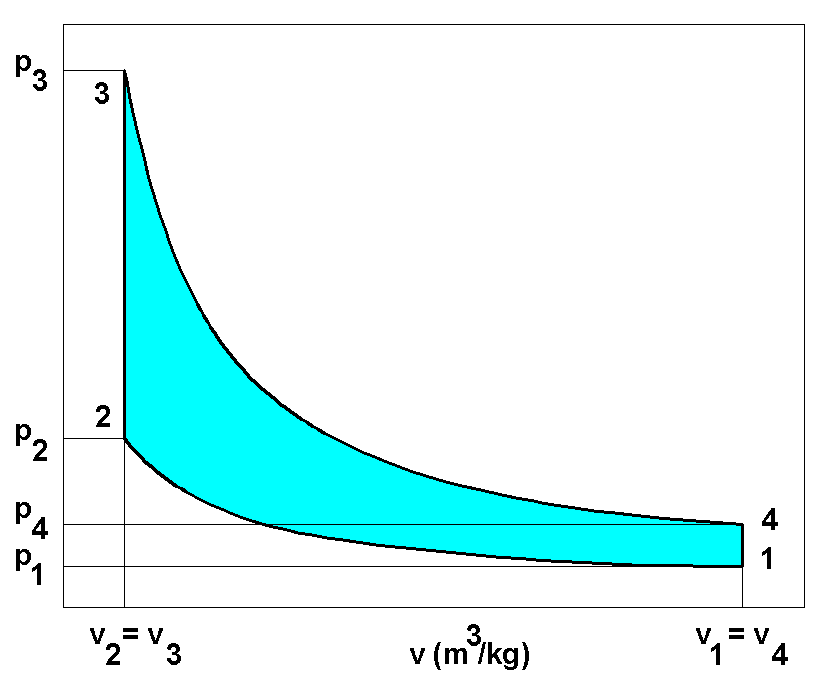
Az ideális Otto-ciklus p-v diagramja

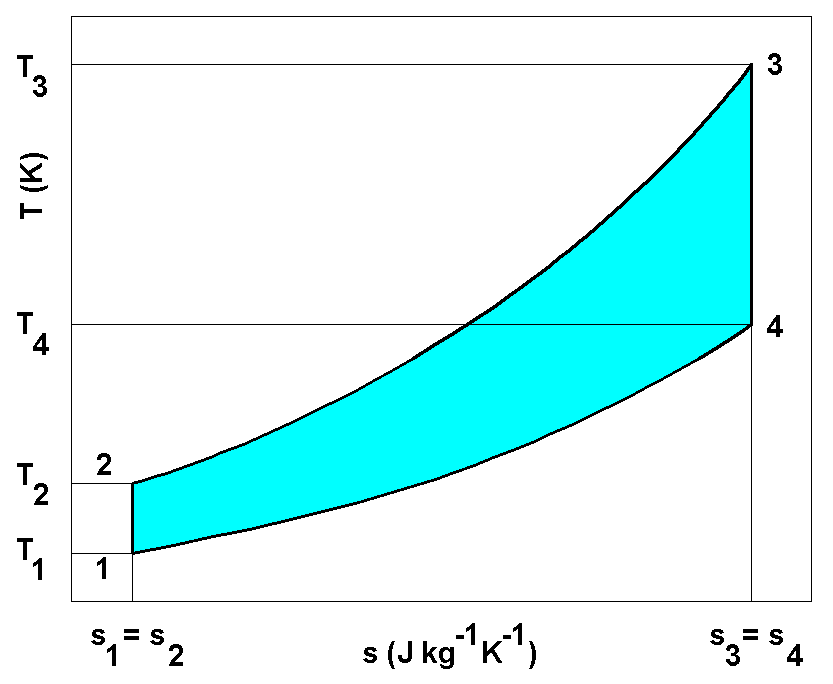
Az ideális Otto-ciklus T-s diagramja

Az ábrán látható az ideális Otto-ciklus a p-v diagramban, p a keverék nyomása, v a fajlagos térfogata. A körfolyamat négy állapotváltozásból áll:
- 1 - 2 izentropikus kompresszió
- 2 - 3 állandó térfogatú (izochor) állapotváltozás (égés)
- 3 - 4 izentropikus expanzió
- 4 - 1 állandó térfogatú (izochor) hőelvonás

Az 1-2-3-4-1 terület az egy ciklus alatt elméletileg kinyerhető mechanikai munkával egyenlő.

## Az elméletileg elérhető termikus hatásfok
A maximális termikus hatásfok csak a kompresszióviszonytól függ:
{\displaystyle \eta _{t}=1-{\frac {1}{\epsilon ^{\kappa -1}}}},
ahol
{\displaystyle \eta _{t}\,} a termikus hatásfok,
{\displaystyle \epsilon ={\frac {V_{1}}{V_{2}}}} a kompresszióviszony,
{\displaystyle \kappa ={\frac {c_{p}}{c_{v}}}} a gáz fajlagos hőkapacitásainak viszonya.
A hatásfok a kompresszióviszony növelésével nő.  Összehasonlítva a Diesel-körfolyamattal, annak termikus hatásfoka azonos kompresszióviszony esetén kisebb az Otto-ciklusénál. Mindenki ismeri azonban azt a tényt, hogy a dízelmotorral hajtott gépkocsik üzemanyag-fogyasztása kisebb (és így az összhatásfoka jobb), mint az Otto-motorokkal hajtott gépkocsiké. Ez azért igaz, mert az Otto-motorok kompresszióviszonya lényegesen alacsonyabb, mint a dízelmotoroké. A benzin-levegő keverék ugyanis magasabb hőmérsékleten (így magasabb kompresszióviszony mellett) öngyulladást szenvedne. A másik ok, hogy a benzinmotort a légbeömlés fojtásával vezérlik, a fojtás pedig energiaveszteséget okoz. A valóságos összhatásfok természetesen a termikus, mechanikai és egyéb veszteségek miatt mindkét erőgépnél az elméletinél lényegesen kisebb.
Az egy idealizált ciklusban 1 kg tömegű közegből kinyerhető hasznos munka: 
{\displaystyle L=c_{v}T_{1}(\lambda -1)({\epsilon ^{\kappa -1}}-1)\,}, 
ahol 
{\displaystyle \lambda ={\frac {p_{3}}{p_{2}}}} az égés végnyomásának és kezdőnyomásának hányadosa.